# Боргман, Мая-Лиза
Мария Элисабет «Мая-Лиса» Боргман (швед. Maria Elisabeth «Maja-Lisa» Borgman; 1750-е годы — 14 мая 1791), — шведская предпринимательница, владелица знаменитой кофейни в Стокгольме, работавшей во время правления короля Швеции Густава III.
Майя-Лиза Боргман основала, владела и управляла кофейней «Maja-Lisas» на маленьком островке Риддархольмен, которая была названа в её честь и стала одной из самых успешных в тогдашней Швеции. Кофейни были обычным явлением в общественной жизни Стокгольма в 1720-х годах и выполняли функцию центров общественных интеллектуальных дебатов, поскольку они обычно могли предложить для своих посетителей читальные залы со свежими газетами, где клиенты могли изучать и обсуждать последние новости. В роли управляющих этих кофеен доминировали женщины, из которых Боргман была одной из самых знаменитых в тогдашней Швеции. Она была известна как «верховная жрица богини кофеен» в Стокгольме.
В стокгольмском регистре 1790 года Боргман значится как незамужняя мамселль 33 или 38 лет, а также как глава домашнего хозяйства, в которое также входили мальчик в возрасте девяти лет, приёмная дочь, две служанки, одна молодая служанка и замужняя женщина в качестве помощницы Боргман. Она была обложена налогом за золотые часы и, по слухам, была довольно состоятельна. В 1780-х годов её кофейня была известна как первый центр шахматных игр в Швеции, частыми гостями которой были шахматисты Даниэль Юрберг и Олоф Самуэль Темпельман. Возможно, что она сама играла в шахматы со своими гостями, так как её часто упоминают в старинной шведской шахматной литературе.
Медерит из Национальной библиотеки Швеции содержит её изображение вместе с надписью:
«Здесь вы можете увидеть Лаиду во вкусе того времени
Объединившую любовные игры, кофе и табак».
Майя-Лиза Боргман умерла от простуды. Её кофейня, «Maja-Lisas», управлялась её новыми владельцами под тем же названием, иногда как «Бывшая Maja-Lisas», как минимум до 1813 года.